# Futbol'nyj Klub Dinamo Kirov
La Dinamo Kirov, ufficialmente Futbol'nyj Klub Dinamo Kirov (in russo Футбольный клуб Динамо Киров?; translitterazione anglosassone: Dynamo Kirov), è una società di calcio russa con sede a Kirov.

## Storia
Fondata nel 1923 e inizialmente chiamata Dinamo Vjatka, dato che Vjatka era il nome della città di Kirov; nel 1934 la città prese la denominazione attuale e così anche il club si trasformò Dinamo kirov. A livello nazionale partecipò inizialmente solo alla Coppa; dal 1957 fece la sua prima apparizione nei campionati nazionali sovietici, partendo dalla Klass B, nome con cui era identificata all'epoca la seconda serie del campionato sovietico di calcio. Mantenne la categoria fino al 1963, sfiorando la promozione nella massima serie nel 1961 quando vinse il Girone due della Repubblica russa, ma giunse terzo nel girone finale russo; con la riforma dei campionati rimase in Klass B che nel frattempo era però divenuta la terza serie, scendendo di fatto di categoria.
Al termine della stagione 1969 andò incontro ad una nuova retrocessione dovuta alla riforma dei campionati: la Klass B divenne quarta serie del campionato sovietico; con la soppressione di tale categoria alla fine della stagione 1970, il club recuperò la terza serie. Dopo dieci anni di permanenza la squadra nel 1981 vinse prima il Girone 2 e poi il Girone 2 di finale, raggiungendo la seconda serie. L'avventura in questa categoria durò solo due stagioni: il 22º posto del 1983 significarono la retrocessione in Vtoraja Liga.
Rimase nella terza serie sovietica fino al 1989: alla fine di questa stagione, con la riforma dei campionati, fu retrocesso nella neonata Vtoraja Nizšaja Liga (quarta serie del campionato).
Con la scomparsa dell'Unione Sovietica, ebbe la possibilità di debuttare direttamente nella neonata seconda serie: finì però ultimo e retrocesse immediatamente in terza serie. Cambiò nome in Vjatka e, dopo solo due stagioni, dichiarò bancarotta alla fine del 1994. Tornò al professionismo col nome di Dinamo-Mašinostroitel' solo nel 1999, in terza serie.
Nel 2003 riacquisì la denominazione storica di Dinamo Kirov; la sua migliore stagione in terza serie è stata quella del 2006 quando raggiunge il terzo posto finale in campionato e i sedicesimi in Coppa.

## Palmarès

### Competizioni nazionali
- Pervaja Liga sovietica: 1

1961 (Girone 2)
- Vtoraja Liga sovietica: 2

1963 (Girone 4), 1981 (Girone 1)

### Altri piazzamenti
- Vtoroj divizion:

Terzo posto: 1993 (Girone 6)